# Aérodrome de Lesparre - Saint-Laurent-Médoc
 (avril 2025).
L’aérodrome de Lesparre - Saint-Laurent-Médoc (code OACI : LFDU) est un aérodrome ouvert à la circulation aérienne publique (CAP), situé sur la commune de Saint-Laurent-Médoc à 12 km au sud-sud-est de Lesparre-Médoc dans la Gironde (région Nouvelle-Aquitaine, France).
Il est utilisé pour la pratique d’activités de loisirs et de tourisme (aviation légère et aéromodélisme).

## Histoire
L'aéro-club Centre Médoc a été fondé par Edmond Dabon le 21 septembre 1934, dans le but de développer l'aviation sous toutes ses formes.
Il est régi par la loi de juillet 1901 sous le numéro 2874, en tant qu'association à but non lucratif, et affilié à la Fédération française aéronautique.
Tous les membres sont bénévoles. Une activité constructeur amateur existe sur la plate-forme.
L'école reste l'activité principale avec deux avions de type Robin DR400-140, un ULM Nynja multi-axes.
La piste en herbe longue de 900 m était entretenue régulièrement par les membres bénévoles. Depuis 2023 c'est la mairie qui a repris la gestion de la plateforme.

## Installations
L’aérodrome dispose d’une piste en herbe orientée est-ouest (06/24), longue de 900 m et large de 60.
l'aérodrome dispose d'une capacité nuit autonome AVLITE à énergie solaire depuis mars 2016.
L’aérodrome n’est pas contrôlé. Les communications s’effectuent en auto-information sur la fréquence de 123,500 MHz.
S’y ajoutent :
- une aire de stationnement ;
- des hangars ;
- une station d’avitaillement en carburant (100LL) qui délivrent du carburant aéronautique (100 LL) sur demande préalable.

## Activités
- Formation pilote avion (LAPL/PPL)
- Formation pilote ULM (FFPLUM)
- Association de constructeurs amateurs
- Association d'aéromodélisme
- Société FL140 Parachutisme (Formation Para-pro - Sauts tandems)

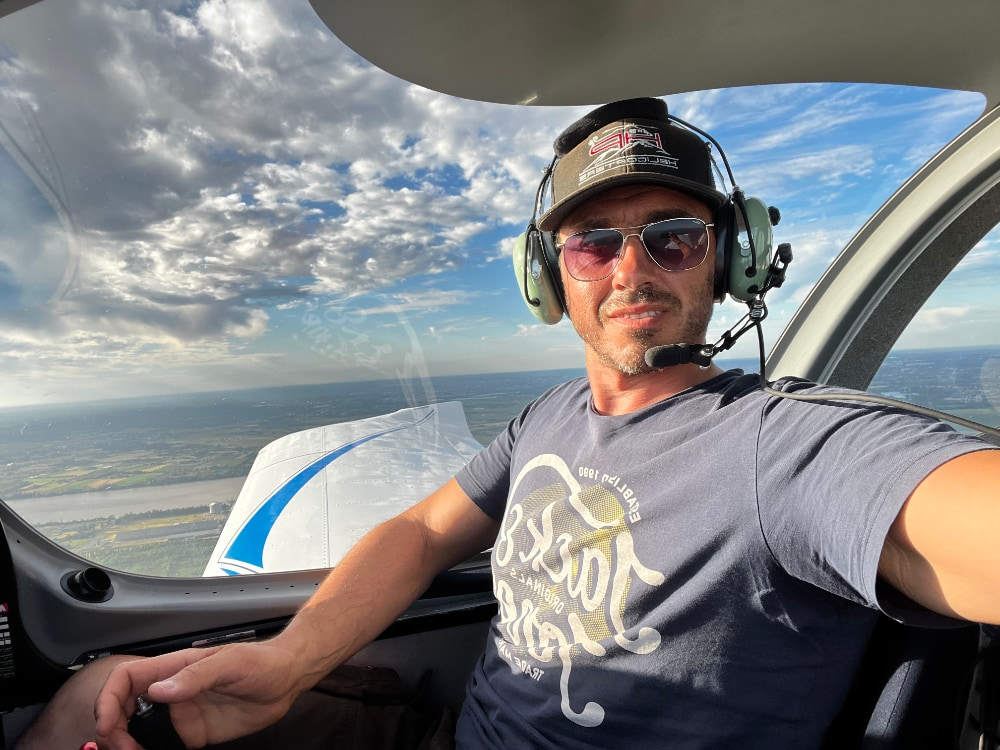
Stéphane en vol avec un ULM Multiaxe de l'AéroClub Centre Médoc.

- Stéphane en vol avec un ULM Multiaxe de l'AéroClub Centre Médoc.Société Aeromax Affaires (Exploitations et importation d'ULM - Travail aérien - Atelier et pièces aéronautiques)